# Rathaus Neukölln (stacja metra)
Rathaus Neukölln – stacja metra w Berlinie na linii U7, w dzielnicy Neukölln, w okręgu administracyjnym Neukölln. Stacja została otwarta w 1926. Nazwa pochodzi od ratusza Neukölln.